# 亞歷山大·達夫 (宣教士)
亞歷山大·達夫（英語：Alexander Duff，1806年4月25日—1878年2月12日），基督教传教士。
亞歷山大·達夫是蘇格蘭自由教會的總會主席和外國宣教委員會召集人，是在帝國範圍內具有科學自由化改革傾向的英化福音派的代表人物；他也是蘇格蘭教會第一個派往印度的海外宣教士。
亞歷山大·達夫是一位在印度宣教的基督教宣教士，對當地高等教育的發展起了很大作用。1830年7月13日，他在加爾各答創辦了總會學院（現在稱為蘇格蘭教會學院）。他還參與建立了加爾各答大學。他曾兩次擔任蘇格蘭自由教會的總會主席，分別是1851年和1873年，亦是唯一一位擔任該職務兩次的人。

## 早期生活
亞歷山大·達夫出生在蘇格蘭的珀斯郡莫林教區奧赫納赫爾（Auchnahyle），並在巴爾納凱利（Balnakeilly）長大。他的父母是詹姆斯·達夫（James Duff），他在奧赫納赫的是一個園丁和農民，而母親則是瓊·拉特雷（Jean Rattray）。他有五個兄弟姐妹，他們分別是瑪格麗特（Margaret）、威廉（William）、芬尼利（Findlay）、約翰（John）和瓊（Jean）。
亞歷山大·達夫在莫林和柯克邁克爾學校以及珀斯中學接受教育後，在聖安德魯斯大學攻讀文學和神學。
他深受道德哲學教授湯瑪斯·查爾莫斯（Thomas Chalmers）的教學、傳教熱情和個性的影響。他于1824年獲得文學碩士（榮譽）學位。隨後，他於1829年4月獲得聖安德魯斯長老會的許可證，得以進行講道。同年8月12日，達夫被愛丁堡長老會任命為蘇格蘭教會派往印度的第一位官方宣教士。他於1829年9月19日離開愛丁堡，並於10月14日啟程前往印度。

## 在印度的事工
在一次充滿冒險的航行中，達夫遇過兩次船隻失事，最終於1830年5月27日抵達加爾各答。在抵達孟加拉語學校後，他發現學生們於各學科沒有得到足夠的教育，其次，他決定使用英語而不是當地的方言來教授學生。
在印度，基督教宣教事工只能成功地使一些來自貧困社會經濟背景的低種姓人士改信了基督教，而上層種姓的印度教和穆斯林社區幾乎未受到影響。達夫發現他無法通過傳統福音方法向這些富裕社區傳講福音。
達夫意識到，通過提供西方教育來提供社會的向上流動機會，將富裕階層的孩童納入他的影響範圍，並將影響擴大到包括宗教。可是，這政策只能緩慢地將印度教徒和穆斯林轉化為基督教徒。
另一個角度，達夫的政策產生了其他影響：
1. 改變了印度政府在教育方面的政策；
2. 把教育作為宣教平台，並在國內的基督教會中得到認可；
3. 基督教思想進入上層種姓印度教徒的圈子。[4]

通過教授聖經課程和自然科學課程，達夫希望學生們能夠理性地認識到印度教的矛盾和不切實際之處，全心全意地接受基督教的真理。雖然有一些學生皈依了基督教，但達夫似乎嚴重錯誤地低估了印度教適應西方知識的能力。
雖然達夫和他的許多同道認為基督教和印度教是截然相反的，但印度教徒通常不認為兩種傳統所提供的知識互相排斥。

## 英語教育
亞歷山大·達夫開辦了一間學校提供各學科課程，從基礎課程一直到大學水平，同時教授聖經。他認為，英語是西方知識的關鍵，因此採用英語作為教學媒介。
亞歷山大·達夫提出了一種他稱之為「向下滲透」的理論，他認為通過迎合中上社會階層，基督教思想最終會慢慢向社會底層滲透。
儘管達夫在學校推廣英語教育，但他仍認為方言是向群眾傳播基督教的一種重要語言，但是認為它比英語差，因為它沒有進步性。達夫寫了一本名為《印度英語語言和文學的新時代》的小冊子來闡述這個問題。
1835年3月7日，政府的一份聲明表達，英國政府在印度推行高等教育，其目標應該是促進歐洲科學和文學在印度本土的普及，所有用於教育目的的資金都應該僅用於英語教育。 達夫的觀點影響了彼得·珀西瓦爾，一位開拓性的教育家、語言學家和宣教士，他在斯里蘭卡泰米爾人為主導的賈夫納半島工作。
在那個時代的英屬印度社群中，有些東方主義學者看到印度傳統學問的價值，希望支持和鼓勵它。他們反對達夫的政策，強烈反對輕視印度傳統學問的行為，而極力推廣西方教育、文化和宗教。1839年，印度總督奧克蘭勳爵屈服于他們的意見，採取了一個折中的政策。
無論如何，英語成為印度人瞭解和發展自己的工具，奠定了最終自治的基礎之一。

## 晚年
1849年，達夫回到蘇格蘭。

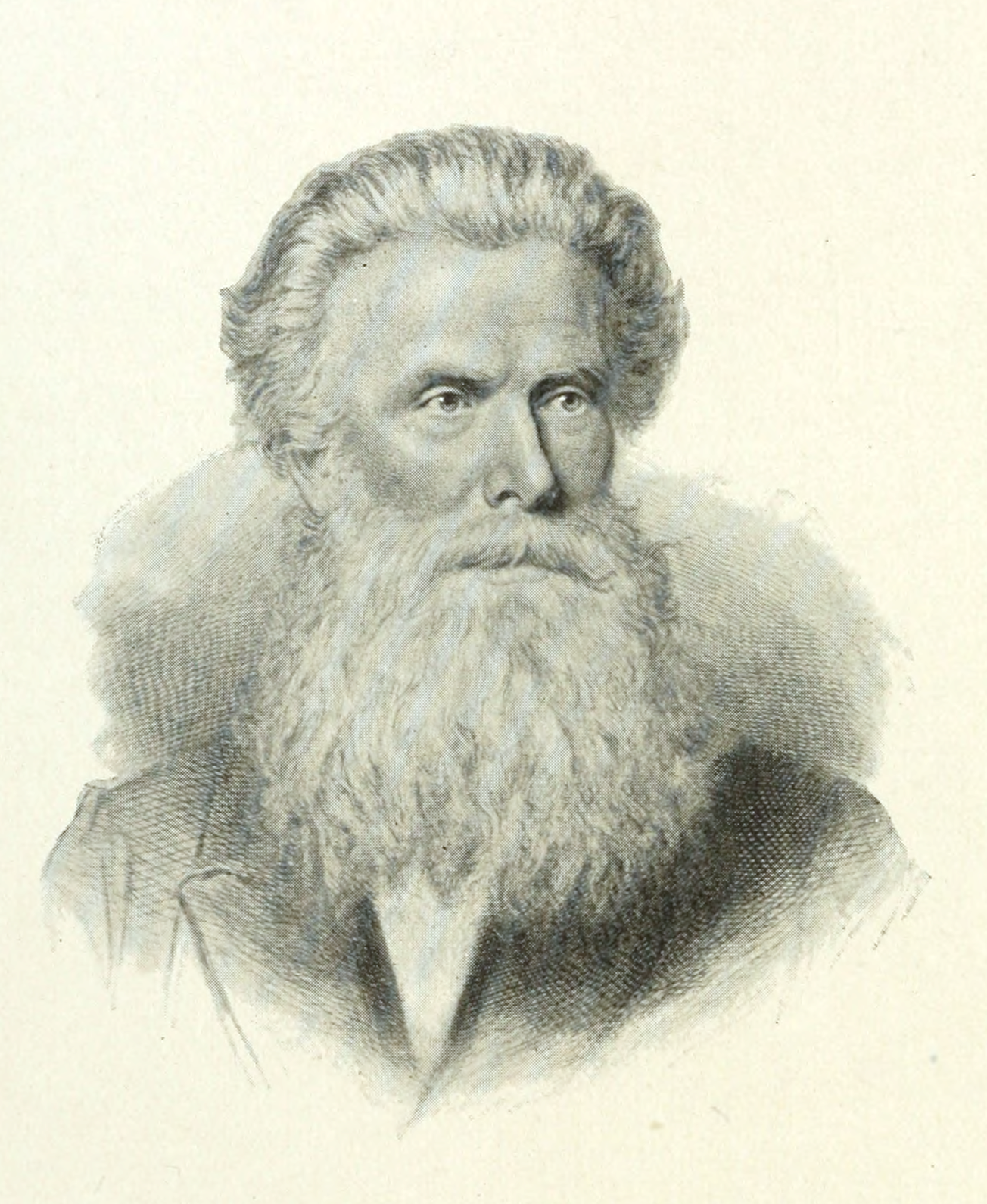
亞歷山大‧達夫

1851年，他被選為蘇格蘭自由教會大會的主持人，接替納旦尼爾·派特森 (Nathaniel Paterson) 。
達夫在印度委員會就教育事務提供了證據。這導致印度總督達豪斯侯爵收到了英國國務院主席哈利法克斯子爵的一份重要文件，授權在小學和中學推進教育，並提供技術和科學教學，以及建立女子學校。1854年，達夫訪問了美國，獲現時的紐約大學授予他法學博士學位；除此之外，他早已是亞伯丁大學的神學博士。
1856年，達夫回到印度。
1857年，印度發生暴動，在此期間達夫寫了一些信件描述當時的情況，這些信件內容被收集在《印度暴動——其原因和結果》（1858年）一書中。
在印度期間，達夫花費了很多時間和精力在加爾各答大學上，影響了該大學的考試制度和對物理科學的重要性。1863年，查理斯·特雷弗林爵士提出了讓達夫擔任副校長的職務，但是他的健康狀況迫使他離開印度，為此，加爾各答的教育建築中心修建了一達夫大樓以記念達夫的貢獻。 
在1864年，達夫訪問了南非，並在回國後成為自由教會的外國宣教委員會召集人。1870年，他大力推動成立英印基督教聯盟（一個旨在為印度散居的英國社區提供服務的新教會聯盟），他亦成為了該聯盟的第一任主席，並派遣約翰·福爾代斯牧師作為該聯盟在印度的專員。 他籌集資金在愛丁堡新學院設立福音神學宣教席位，他自己也成為了第一任教授。
在後期的宣教工作中，達夫幫助自由教會在恩雅薩湖上的宣教事業，並前往敘利亞視察黎巴嫩的宣教事業，又協助亞伯丁女士和波爾沃斯勳爵在納塔爾建立戈登紀念宣教事工。
1873年，由於與聯合長老會的聯合談判，自由教會面臨分裂的威脅。達夫被召到主席席位上，並引導該教會度過此次危機。他還參與成立了持長老制度的改革宗教會聯盟。
亞歷山大·達夫於1878年2月12日在德文郡的西德茅斯去世，他與妻子安·斯科特·德賽爾德一起被埋葬在愛丁堡Grange公墓的東北部分。